# 日晃スポーツランドNS293
日晃スポーツランドNS293（にっこうスポーツランドエヌエスにやくきゅうじゅうさん）は、栃木県宇都宮市にある高柳電気工業株式会社が運営していたオフロードコースである。愛称は「NS293」。

## 概要
栃木県宇都宮市の旧河内町芦沼地区の鬼怒川河川敷にあった、全長1200mのオフロードコースである。主にモトクロスに使用されており、MFJの関東モトクロス選手権シリーズやMCFAJのクラブマンモトクロスなどが開催されたこともある。
鬼怒川の比較的上流部の河川敷にあることから、粒の大きな川砂をメインとした土質を特徴としていた。
営業日は原則として土曜日・日曜日・祝日で、平日は5名以上の予約があった場合のみ営業していた。
2011年8月1日に同月末をもって休業することがコースの公式ホームページで発表された。再開時期は未定とされており、2021年現在も休業中である。

## 設備
- 管理棟
- トイレ
- 観走台
- 水道（飲用不可）
- 車輪の付いたコンテナハウス
- 焼却炉
- 表彰台（トレーラー）
- 貨物コンテナ

など
駐車スペースには約100台駐車可能であった。

## 不法占拠問題
コース自体は私有地ではあるが、関連施設は車輪付きで国有地に駐車を装い河川法違反で長期間設置されている。コースとして案内していた敷地の外側駐車場も国有地であるが、営利運営での無届であり、国有地の不法占拠が約30年経過しているため、民法第162条の長期占有期間（20年）が経過してしまった為、国有地を実質奪った事になる。
当時の大会関係者も境界トラブルがあるのを知りながらも大会運営に協力していた。